# S/2015 (136472) 1
S/2015 (136472) 1は、準惑星であるマケマケを公転する知られている中で唯一の衛星である。発見チームからはMK2という愛称で呼ばれている。

## 特徴

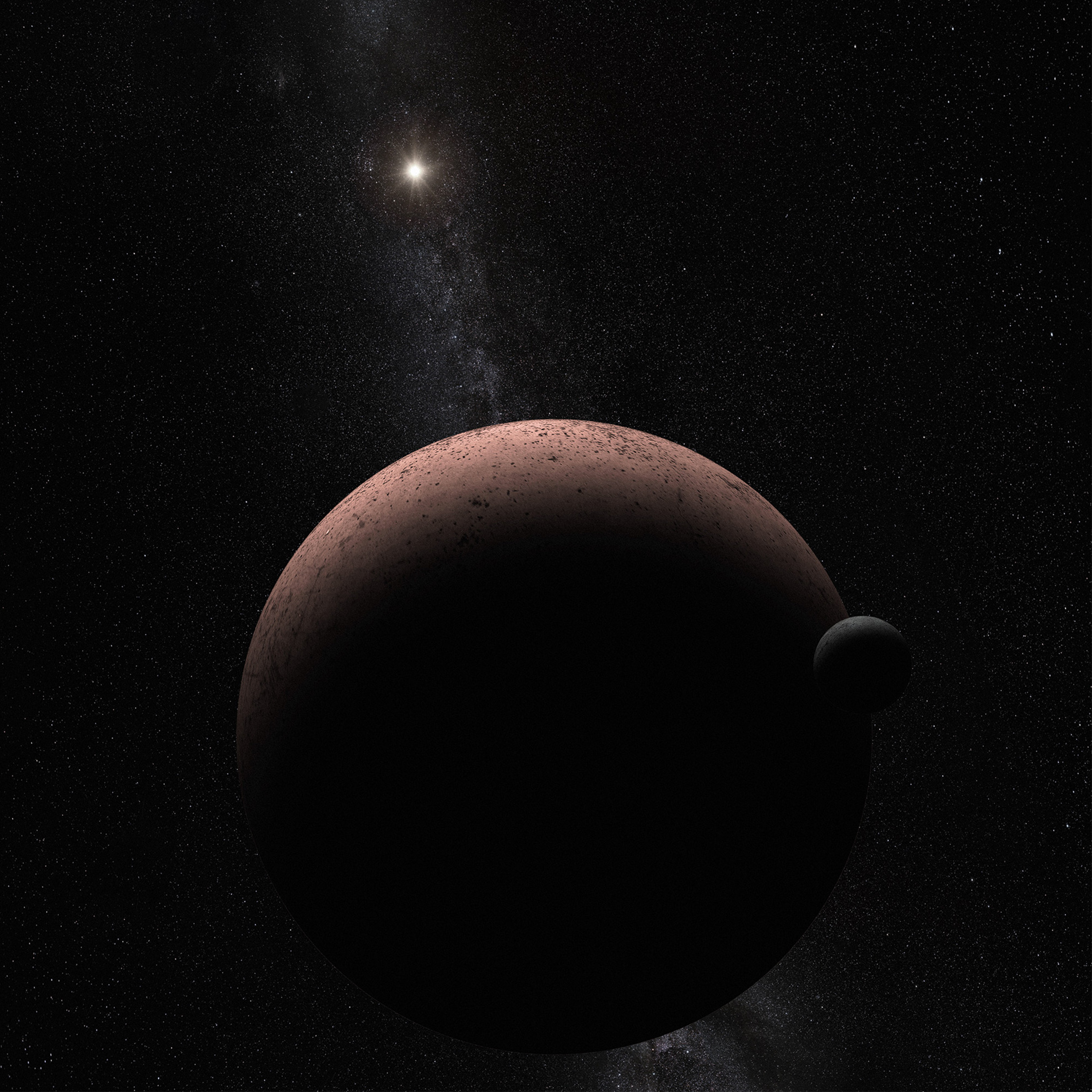
マケマケとS/2015 (136472) 1の想像図

推定アルベド（反射能）を4%と仮定すると直径は175 km、2%ならば250 kmとなり、マケマケからは少なくとも21,000 km離れていると推定されている。公転周期は12日以上であるとされている（この最小値は軌道が円形であると仮定したものであり、実際の軌道離心率は不明である）。発見に至る観測は、ハッブル宇宙望遠鏡の広視野カメラ3を用いて2015年4月に行われ、2016年4月26日にその存在が発表された。
他のほとんどの大型太陽系外縁天体には、少なくとも1個の衛星を持つことが知られており、エリスは1個、ハウメアには2個、冥王星には5個、2007 OR10には1個の衛星を持つ。太陽系外縁天体全体の10～20%が1個あるいはそれ以上の衛星を持つとされている。衛星は主天体の質量を測定させやすくするため、S/2015 (136472) 1はマケマケの質量のより精度の良い推定につながるだろう。

## 観測
画像の予備調査では、S/2015 (136472) 1は木炭に似た反射率を示し、明るさもマケマケの1,300分の1しかない非常に暗い天体であることが示唆された。マケマケはカイパーベルトの中で2番目に明るい天体で知られていたため、これは驚くべきことであった。これを説明する1つの仮説として、明るく揮発性の氷が、遠くの太陽からの熱で宇宙空間に失われてしまうのを防ぐほどの十分な重力を持っていないことが挙げられる。
S/2015 (136472) 1の軌道を決定するには、更なる観測が必要である。軌道が円形ならば、S/2015 (136472) 1は過去の巨大衝突によって形成された可能性があるが、楕円形であれば外部から捕獲された可能性がある。
画像分析を担当したチームの責任者であるサウスウエスト研究所のAlex Parkerは、S/2015 (136472) 1の軌道は、地球上からの観測では横向きになっていると述べている。これによって、S/2015 (136472) 1はマケマケからの光に遮られてしまい、さらにその表面が暗いため検出するのは困難で、過去の調査では観測することが出来なかったとされている。